# 소와촌 (아이치현)
소와촌(双和村)은 아이치현 야나군에 설치되었던 촌이다. 현재의 도요카와시, 도요하시시에 해당한다.